# Velîka Berezna, Polonne
Velîka Berezna (în ucraineană Велика Березна) este localitatea de reședință a comunei Velîka Berezna din raionul Polonne, regiunea Hmelnîțkîi, Ucraina.

## Demografie
Componența lingvistică a localității Velîka Berezna
     Ucraineană (98,99%)
     Alte limbi (0,84%)
Conform recensământului din 2001, majoritatea populației localității Velîka Berezna era vorbitoare de ucraineană (98,99%), existând în minoritate și vorbitori de alte limbi.